# Philibertia
Philibertia är ett släkte av oleanderväxter. Philibertia ingår i familjen oleanderväxter.

## Dottertaxa tillPhilibertia, i alfabetisk ordning[1]
- Philibertia affinis
- Philibertia alba
- Philibertia amblystigma
- Philibertia barbata
- Philibertia bicornuta
- Philibertia boliviana
- Philibertia boliviensis
- Philibertia campanulata
- Philibertia candolleana
- Philibertia castillonii
- Philibertia cionophora
- Philibertia coalita
- Philibertia discolor
- Philibertia fiebrigii
- Philibertia fontellae
- Philibertia gilliesii
- Philibertia globiflora
- Philibertia latiflora
- Philibertia longistyla
- Philibertia lysimachioides
- Philibertia micrantha
- Philibertia mitophora
- Philibertia multiflora
- Philibertia nivea
- Philibertia parviflora
- Philibertia peruviana
- Philibertia picta
- Philibertia religiosa
- Philibertia solanoides
- Philibertia speciosa
- Philibertia stipitata
- Philibertia suberecta
- Philibertia subnivea
- Philibertia tactila
- Philibertia tomentosa
- Philibertia tubata
- Philibertia tucumanensis
- Philibertia urceolata
- Philibertia velutina
- Philibertia volcanensis
- Philibertia zongoensis